# 5093 Svirelia
5093 Svirelia (1982 TG1) là một tiểu hành tinh vành đai chính được phát hiện ngày 14 tháng 10 năm 1982 bởi L. G. Karachkina ở Nauchnyj.